# Ghana aux Jeux olympiques d'été de 2024
Le Ghana participe aux Jeux olympiques de 2024 à Paris. Il s'agit de sa 16e participation à des Jeux olympiques d'été.
Les athlètes Joseph Amoah et Rose Yeboah sont nommés porte-drapeau de la délégation en juillet 2024,.
.

## Nombre d’athlètes qualifiés par sport
Voici la liste des qualifiés et sélectionnés ghanéens par sport (remplaçants compris) :
| Sport                                 | Hommes | Femmes | Total |
| ------------------------------------- | ------ | ------ | ----- |
| Athlétisme                            | 5      | 1      | 6     |
| Sports aquatiques • Natation sportive | 1      | 1      | 2     |
| Total                                 | 6      | 2      | 8     |

## Résultats

### Athlétisme

#### Hommes
| Athlètes                                                           | Épreuve          | Premier tour (ou tour préliminaire) | Premier tour (ou tour préliminaire) | Repêchage (ou premier tour) | Repêchage (ou premier tour) | Demi-finales | Demi-finales | Finale   | Finale   |         |         |
| Athlètes                                                           | Épreuve          | Temps                               | Rang                                | Temps                       | Rang                        | Temps        | Rang         | Temps    | Rang     |         |         |
| ------------------------------------------------------------------ | ---------------- | ----------------------------------- | ----------------------------------- | --------------------------- | --------------------------- | ------------ | ------------ | -------- | -------- | ------- | ------- |
| Benjamin Azamati                                                   | 100 m            | Exempté                             | Exempté                             | 10 s 08                     | 2e                          | 10 s 17      | 9e           | Éliminé  | Éliminé  |         |         |
| Abdul-Rasheed Saminu                                               | 100 m            | Exempté                             | Exempté                             | 10 s 06                     | 3e                          | 10 s 05      | 7e           | Éliminé  | Éliminé  | Éliminé | Éliminé |
| Joseph Amoah Benjamin Azamati Ibrahim Fuseini Abdul-Rasheed Saminu | Relais 4 × 100 m | DQ                                  | DQ                                  | Non disputé                 | Non disputé                 | Non disputé  | Non disputé  | Éliminés | Éliminés |         |         |

#### Femmes
| Athlètes    | Épreuve         | Qualification | Qualification | Finale      | Finale   |
| Athlètes    | Épreuve         | Performance   | Rang          | Performance | Rang     |
| ----------- | --------------- | ------------- | ------------- | ----------- | -------- |
| Rose Yeboah | Saut en hauteur | 1,88 m        | 25e           | Éliminée    | Éliminée |

### Natation
| Athlète      | Épreuve          | Séries  | Séries | Demi-finales | Demi-finales | Finale  | Finale  |
| Athlète      | Épreuve          | Temps   | Rang   | Temps        | Rang         | Temps   | Rang    |
| ------------ | ---------------- | ------- | ------ | ------------ | ------------ | ------- | ------- |
| Harry Stacey | 100 m nage libre | 51 s 12 | 52e    | Éliminé      | Éliminé      | Éliminé | Éliminé |

| Athlète        | Épreuve         | Séries  | Séries | Demi-finales | Demi-finales | Finale   | Finale   |
| Athlète        | Épreuve         | Temps   | Rang   | Temps        | Rang         | Temps    | Rang     |
| -------------- | --------------- | ------- | ------ | ------------ | ------------ | -------- | -------- |
| Joselle Mensah | 50 m nage libre | 26 s 81 | 36e    | Éliminée     | Éliminée     | Éliminée | Éliminée |